# Уједињени раднички синдикални савез Југославије
Уједињени раднички синдикални савез Југославије (УРССЈ), скраћено Уједињени раднички синдикати (УРС), је била најјача и најбројнија синдикална организација у раздобљу постојања Краљевине Југославије. УРССЈ је основан 1925. године. Његов рад је забрањен 1940. године.

## Историјат
Окупљање синдиката у једниствену организацију у новооснованом Краљевству СХС догодило се на Првом (оснивачком) конгресу СРПЈ(к), од 22. до 23. априла 1919. године у Београду. Тада је формирано Централно радничко синдикално веће Југославије (ЦРСВЈ), које је окупљало преко 200.000 чланова и било под непосредним утицајем СРПЈ(к). Рад ЦРСВЈ забрањен је Обзнаном, децембра 1920. године, заједно са Комунистичком партијом Југославије.
Центрумашки и реформистички социјалисти су 1922. године основали Савез радничких синдиката Југославије (СРСЈ). Нешто раније, револуционарно оријентисано језгро дванаест струковних синдиката, раније повезаних са ЦРСВЈ, основало је, 27. децембра 1921. године, Међусавезни синдикални одбор, који је касније променио назив у Независне синдикате Југославије (НСЈ), 1923. године. Рад НСЈ је забрањен увођењем Шестојануарске диктатуре 1929. године. Синдикати унутар СРСЈ-а су на Конгресу уједињења, од 10. до 12. октобра 1925. године, основали Уједињени раднички синдикални савез Југославије. 
Увођењем Шестојануарске диктатуре, рад УРССЈ-а био је накратко прекинут, али му је ускоро допуштен, за разлику од осталих синдиката. Због реформистичких тенденција, комунисти су позивали раднике да се не учлањују у УРССЈ, али је та политика до 1934. године оцењена погрешном и напуштена. С временом су комунисти све више задобивали утицај унутар УРССЈ-а. На Четвртом конгресу УРССЈ, априла 1938. године, постигнуто је организационо јединство синдикалног покрета. 
Пошто је рад УРССЈ-а био све више револуционарно оријентисан, друга влада Драгише Цветковића је, 28. децембра 1940. године, забранила његов рад. УРССЈ је у том тренутку бројао преко 100.000 чланова.